# Михайло-Павловск
Михайло-Павловск — село в Кыринском районе Забайкальского края России. Административный центр сельского поселения «Михайло-Павловское».

## География
Село находится в восточной части района, вблизи государственной границы с Монголией, на расстоянии примерно 74 километров (по прямой) к востоку-северо-востоку (ENE) от села Кыра. Абсолютная высота — 936 метров над уровнем моря.
Климат
Климат характеризуется как резко континентальный, с продолжительной холодной зимой и относительно жарим и влажным летом. Средняя температура самого тёплого месяца (июля) составляет 12 — 18 °С. Средняя температура самого холодного месяца (января) — −22 — −24 °С Годовое количество осадков — около 350 мм.
Часовой пояс
Село Михайло-Павловск находится в часовой зоне МСК+6. Смещение применяемого времени относительно UTC составляет +9:00.

## Население
| 1989 | 2002 | 2010 | 2021 |
| ---- | ---- | ---- | ---- |
| 698  | ↘457 | ↘336 | ↘274 |

Половой состав
По данным Всероссийской переписи населения 2010 года в гендерной структуре населения мужчины составляли 49,4 %, женщины — соответственно 50,6 %.
Национальный состав
Согласно результатам переписи 2002 года, в национальной структуре населения русские составляли 99 % из 457 чел.

## Инфраструктура
В селе функционируют средняя общеобразовательная школа, фельдшерско-акушерский пункт и отделение Почты России.

## Улицы
Уличная сеть села состоит из шести улиц.